# Shafa'a

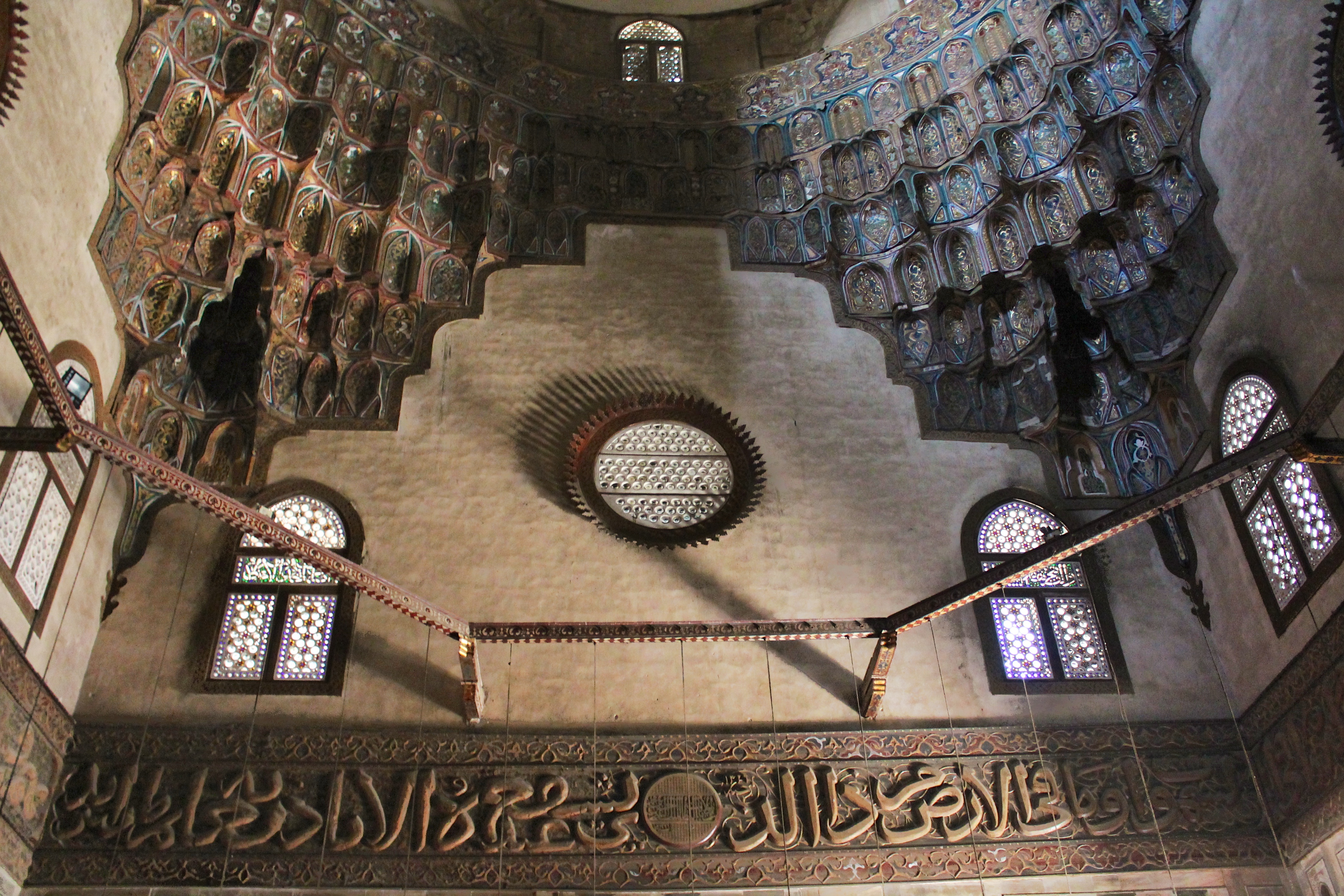
En del av koranvers 2:255 i Sultan Hasans moské som relaterar till shafa'a.

Shafa'a (arabiska: شفاعة, "förbön") i islam är handlingen att vädja till Gud av en nära vän till Gud (ett muslimskt helgon) om förlåtelse för en troende syndare. Ordet shafa'a är taget från shaf (شَّفْعُ) som betyder jämn i motsats till udda. Den som ber förbön lägger därmed till sin egen rekommendation till syndaren så att det finns två individer – en jämn siffra – som vädjar om förlåtelse. Den som ber förbön stärker syndarens annars svaga vädjan.